# ناتالي لارسون
ناتالي لارسون (بالسويدية: Nathalie Larsson)‏ هي لاعبة رماية سويدية، ولدت في 25 مايو 1984 في أوبسالا في السويد.

## وصلات خارجية
- ناتالي لارسون على موقع أوليمبيديا (الإنجليزية)
- ناتالي لارسون على موقع اللجنة الأولمبية السويدية (السويدية)